# Noè Ponti
Noè Ponti (Locarno, 1 juni 2001) is een Zwitserse zwemmer. Hij vertegenwoordigde zijn vaderland op de Olympische Zomerspelen 2020 in Tokio.

## Carrière
Bij zijn internationale debuut, op de Europese kampioenschappen kortebaanzwemmen 2017 in Kopenhagen, werd Ponti uitgeschakeld in de van zowel 50, 100 en 200 meter vlinderslag als de 200 meter wisselslag. Op de 4×50 meter wisselslag strandde hij samen met Thierry Bollin, Jolann Bovey en Manuel Leuthard in de series.
Tijdens de Europese kampioenschappen zwemmen 2018 in Glasgow werd hij uitgeschakeld in de series van de 50, 100 en 200 meter vlinderslag. Samen met Thierry Bollin, Yannick Käser en Nils Liess strandde hij in de series van de 4×100 meter wisselslag. 
Op de Europese kampioenschappen kortebaanzwemmen 2019 in Glasgow werd de Zwitser uitgeschakeld in de halve finales van de 100 meter vlinderslag en in de series van de 200 meter vrije slag, 200 meter vlinderslag en de 200 meter wisselslag. Op de 4×50 meter wisselslag strandde hij samen met Thierry Bollin, Yannick Käser en Thomas Hallock in de series.
In Boedapest nam Ponti deel aan de Europese kampioenschappen zwemmen 2020. Op dit toernooi eindigde hij als vijfde op de 200 meter vlinderslag en als zevende op de 100 meter vlinderslag. Samen met Roman Mityukov, Nils Liess en Antonio Djakovic eindigde hij als zesde op de 4×100 meter vrije slag, op de 4×200 meter vrije slag werd het viertal gediskwalificeerd in de finale. Samen met Roman Mityukov, Jérémy Desplanches en Antonio Djakovic werd hij gediskwalificeerd in de series van de 4×100 meter wisselslag. Tijdens de Olympische Zomerspelen van 2020 in Tokio veroverde hij de bronzen medaille op de 100 meter vlinderslag, daarnaast werd hij uitgeschakeld in de halve finales van de 200 meter vlinderslag. Op de 4×200 meter vrije slag eindigde hij samen met Antonio Djakovic, Nils Liess en Roman Mityukov op de zesde plaats, op de 4×100 meter vrije slag strandde het kwartet in de series.

## Internationale toernooien
| Jaar | Olympische Spelen                                                                      | WK langebaan                                                                                             | WK kortebaan                                                                       | EK langebaan                                                                                             | EK kortebaan                                                                                           |
| ---- | -------------------------------------------------------------------------------------- | --- | ---------------------------------------------------------------------------------- | --- | --- |
| 2017 |                                                                                        | geen deelname                                                                                            |                                                                                    | | 26e 50m vlinderslag 24e 100m vlinderslag 31e 200m vlinderslag 36e 200m wisselslag 12e 4×50m wisselslag |
| 2018 |                                                                                        | | geen deelname                                                                      | 31e 50m vlinderslag 25e 100m vlinderslag 20e 200m vlinderslag 11e 4×100m wisselslag                      | |
| 2019 |                                                                                        | geen deelname                                                                                            |                                                                                    | | 25e 200m vrije slag 13e 200m vlinderslag 10e 200m vlinderslag 13e 200m wisselslag 14e 4×50m wisselslag |
| 2020 | Geen toernooien vanwege de coronapandemie                                              | Geen toernooien vanwege de coronapandemie                                                                | Geen toernooien vanwege de coronapandemie                                          | Geen toernooien vanwege de coronapandemie                                                                | Geen toernooien vanwege de coronapandemie                                                              |
| 2021 | 100m vlinderslag · 10e 200m vlinderslag · 14e 4×100m vrije slag · 6e 4×200m vrije slag | | 13e 50m vlinderslag · 5e 100m vlinderslag · 200m vlinderslag · 8e 4x50m vrije slag | 7e 100m vlinderslag 5e 200m vlinderslag 6e 4×100m vrije slag DSQ 4×200m vrije slag DSQ 4×100m wisselslag | geen deelname                                                                                          |
| 2022 |                                                                                        | 13e 50m vlinderslag 8e 100m vlinderslag 4e 200m vlinderslag                                              | 50m vlinderslag · 4e 100m vlinderslag · 200m vlinderslag                           | 100m vlinderslag · 5e 200m vlinderslag · 4e 4x200m vrije slag                                            | |
| 2023 |                                                                                        | 13e 50m vlinderslag 7e 100m vlinderslag 11e 200m vlinderslag 14e 4x200m vrije slag 15e 4x100m wisselslag |                                                                                    | | 50m vlinderslag · 100m vlinderslag · 200m vlinderslag · 100m wisselslag                                |
| 2024 | 4e 100m vlinderslag 5e 200m vlinderslag                                                | geen deelname                                                                                            | 50m vlinderslag · 100m vlinderslag · 100m wisselslag · 10e 4x100m wisselslag       | 17e 100m vlinderslag                                                                                     | |
| 2025 |                                                                                        | ? |                                                                                    | | ? |

## Persoonlijke records
Bijgewerkt tot en met 31 juli 2021
Kortebaan
| Afstand          | Tijd    | Datum            | Plaats     |
| ---------------- | ------- | ---------------- | ---------- |
| 100m vrije slag  | 49,91   | 30 oktober 2019  | Bellinzona |
| 200m vrije slag  | 1.45,45 | 5 december 2019  | Glasgow    |
| 400m vrije slag  | 3.47,27 | 27 oktober 2019  | Rome       |
| 50m vlinderslag  | 23,38   | 16 december 2017 | Kopenhagen |
| 100m vlinderslag | 50,82   | 4 december 2019  | Glasgow    |
| 200m vlinderslag | 1.54,01 | 8 december 2019  | Glasgow    |
| 200m wisselslag  | 1.55,41 | 6 december 2019  | Glasgow    |

Langebaan
| Afstand          | Tijd    | Datum            | Plaats    |
| ---------------- | ------- | ---------------- | --------- |
| 100m vrije slag  | 49,95   | 18 december 2020 | Uster     |
| 200m vrije slag  | 1.47,76 | 19 december 2020 | Uster     |
| 400m vrije slag  | 3.51,47 | 21 maart 2021    | Marseille |
| 50m vlinderslag  | 23,39   | 20 maart 2021    | Marseille |
| 100m vlinderslag | 50,74   | 31 juli 2021     | Tokio     |
| 200m vlinderslag | 1.55,05 | 26 juli 2021     | Tokio     |
| 200m wisselslag  | 1.59,72 | 6 december 2020  | Rotterdam |